# Dacia Easy-R
Das Dacia Easy-R ist ein automatisiertes Schaltgetriebe, das von Renault und Dacia verwendet wird. Es nutzt eine elektromechanische Betätigung (anstelle einer elektrohydraulischen Betätigung), um die Gangwechsel zu automatisieren. Beim Easy-R wird ein herkömmliches Schaltgetriebe mit einer computergesteuerten, elektronischen Kupplung kombiniert; die Schaltvorgänge erfolgen automatisch, und das Kupplungspedal wird überflüssig. Die Anzahl der Teile wurde um ein Viertel reduziert, was eine höhere Zuverlässigkeit und eine vereinfachte Wartung gewährleistet.
Easy-R war für die Dacia-Modelle Logan, Logan MCV und Sandero erhältlich. Es war auch im Duster erhältlich, und derzeit ist es noch im Renault Kwid und Renault Triber verfügbar. Es gibt zwei Versionen: das 5-Gang-Getriebe JS3 für Benzinmotoren und das 6-Gang-Getriebe TS4 001 für Dieselmotoren.
Das Dacia Easy-R-Getriebe wurde als völliger Misserfolg bewertet, so dass Dacia bei Nachfolgemodellen auf CVT-Getriebe umstieg.